# Cleidogona chontala
Cleidogona chontala är en mångfotingart som beskrevs av Shear 1972. Cleidogona chontala ingår i släktet Cleidogona och familjen Cleidogonidae. Inga underarter finns listade i Catalogue of Life.